# Holešov
Holešov (pronunție în cehă [ˈɦolɛʃof]; în germană Holleschau) este o comună și un oraș din districtul Kroměříž din regiunea Zlín din Cehia. Are o populație de aproximativ 12.000 de locuitori. Centrul istoric al orașului cu castelul este bine conservat și este protejat prin lege ca zonă de monument urban.

## Diviziuni administrative
Holešov este format din șase diviziuni administrative (în paranteze populația conform recensământului din 2021):
- Holešov (7.847)
- Dobrotice (438)
- Količín (344)
- Tučapy (406)
- Všetuly (1.998)
- Žopy (486)

## Etimologie
Numele său este derivat din numele personal Holeš⁠(d).

## Geografie
Holešov se află la aproximativ 12 kilometri (7 mi) est de Kroměříž și la 13 kilometri (8 mi) nord de Zlín. Pârâul Rusava curge prin oraș.
Părțile de vest și de sud ale teritoriului comunal, cu orașul propriu-zis, se află într-un peisaj plat al  Văii Moravei de Sus (în cehă: Hornomoravský úval). Partea de nord cu satele Dobrotice și Tučapy se află la poalele Moraviei-Sileziene (în cehă: Podbeskydská pahorkatina). 
O mică parte de est a teritoriului se extinde în Munții Hostýn-Vsetín și include cel mai înalt punct al comunei Holešov, dealul Lysina cu o altitudine de 598 metri (1.962 ft).

### Clima
Holešov are o climă continentală umedă (Köppen: Dfb; Trewartha: Dcbo). Temperatura medie anuală este 9,6 °C (49,3 °F). Precipitațiile anuale sunt de 627,5 millimetrui (24,70 in). Temperatura extremă pe tot parcursul anului a variat de la −29,9 °C (−21,8 °F) în 7 ianuarie 1985 până la 36,9 °C (98,4 °F) la 1 august 2013.
| Date climatice pentru Holešov (Normale 1991–2020, extreme 1954–prezent) | Date climatice pentru Holešov (Normale 1991–2020, extreme 1954–prezent) | Date climatice pentru Holešov (Normale 1991–2020, extreme 1954–prezent) | Date climatice pentru Holešov (Normale 1991–2020, extreme 1954–prezent) | Date climatice pentru Holešov (Normale 1991–2020, extreme 1954–prezent) | Date climatice pentru Holešov (Normale 1991–2020, extreme 1954–prezent) | Date climatice pentru Holešov (Normale 1991–2020, extreme 1954–prezent) | Date climatice pentru Holešov (Normale 1991–2020, extreme 1954–prezent) | Date climatice pentru Holešov (Normale 1991–2020, extreme 1954–prezent) | Date climatice pentru Holešov (Normale 1991–2020, extreme 1954–prezent) | Date climatice pentru Holešov (Normale 1991–2020, extreme 1954–prezent) | Date climatice pentru Holešov (Normale 1991–2020, extreme 1954–prezent) | Date climatice pentru Holešov (Normale 1991–2020, extreme 1954–prezent) | Date climatice pentru Holešov (Normale 1991–2020, extreme 1954–prezent) |
| Luna                                                                    | Ian                                                                     | Feb                                                                     | Mar                                                                     | Apr                                                                     | Mai                                                                     | Iun                                                                     | Iul                                                                     | Aug                                                                     | Sep                                                                     | Oct                                                                     | Nov                                                                     | Dec                                                                     | Anual                                                                   |
| ----------------------------------------------------------------------- | ----------------------------------------------------------------------- | ----------------------------------------------------------------------- | ----------------------------------------------------------------------- | ----------------------------------------------------------------------- | ----------------------------------------------------------------------- | ----------------------------------------------------------------------- | ----------------------------------------------------------------------- | ----------------------------------------------------------------------- | ----------------------------------------------------------------------- | ----------------------------------------------------------------------- | ----------------------------------------------------------------------- | ----------------------------------------------------------------------- | ----------------------------------------------------------------------- |
| Maxima medie °C (°F)                                                    | 1.7 (35,1)                                                              | 4.1 (39,4)                                                              | 9.2 (48,6)                                                              | 15.8 (60,4)                                                             | 20.1 (68,2)                                                             | 23.8 (74,8)                                                             | 26.1 (79)                                                               | 26.0 (78,8)                                                             | 20.3 (68,5)                                                             | 14.2 (57,6)                                                             | 8.0 (46,4)                                                              | 2.6 (36,7)                                                              | 14,3 (57,7)                                                             |
| Media zilnică °C (°F)                                                   | −1.1 (30)                                                               | 0.5 (32,9)                                                              | 4.4 (39,9)                                                              | 10.0 (50)                                                               | 14.5 (58,1)                                                             | 18.1 (64,6)                                                             | 19.9 (67,8)                                                             | 19.7 (67,5)                                                             | 14.7 (58,5)                                                             | 9.5 (49,1)                                                              | 4.9 (40,8)                                                              | 0.2 (32,4)                                                              | 9,6 (49,3)                                                              |
| Minima medie °C (°F)                                                    | −4.5 (23,9)                                                             | −3.5 (25,7)                                                             | −0.6 (30,9)                                                             | 3.4 (38,1)                                                              | 8.0 (46,4)                                                              | 11.5 (52,7)                                                             | 13.2 (55,8)                                                             | 13.3 (55,9)                                                             | 9.5 (49,1)                                                              | 5.3 (41,5)                                                              | 1.6 (34,9)                                                              | −2.7 (27,1)                                                             | 4,5 (40,1)                                                              |
| Minima istorică °C (°F)                                                 | −29.9 (−21.8)                                                           | −26.9 (−16.4)                                                           | −19.7 (−3.5)                                                            | −8.8 (16,2)                                                             | −3.1 (26,4)                                                             | 1.1 (34)                                                                | 3.7 (38,7)                                                              | 2.4 (36,3)                                                              | −3 (26,6)                                                               | −9.1 (15,6)                                                             | −17.2 (1)                                                               | −23.8 (−10.8)                                                           | −29,9 (−21,8)                                                           |
| Precipitații mm (inches)                                                | 28.4 (1.118)                                                            | 29.8 (1.173)                                                            | 36.3 (1.429)                                                            | 37.7 (1.484)                                                            | 72.3 (2.846)                                                            | 80.1 (3.154)                                                            | 87.4 (3.441)                                                            | 67.7 (2.665)                                                            | 67.6 (2.661)                                                            | 44.2 (1.74)                                                             | 40.6 (1.598)                                                            | 35.5 (1.398)                                                            | 627,5 (24,705)                                                          |
| Zăpadă cm (inches)                                                      | 16.0 (6.3)                                                              | 13.7 (5.39)                                                             | 5.4 (2.13)                                                              | 0.7 (0.28)                                                              | 0.0 (0)                                                                 | 0.0 (0)                                                                 | 0.0 (0)                                                                 | 0.0 (0)                                                                 | 0.0 (0)                                                                 | 0.1 (0.04)                                                              | 3.5 (1.38)                                                              | 12.3 (4.84)                                                             | 51,6 (20,31)                                                            |
| Umiditate [%]                                                           | 84.7                                                                    | 80.5                                                                    | 74.5                                                                    | 66.9                                                                    | 69.6                                                                    | 70.2                                                                    | 68.9                                                                    | 69.0                                                                    | 75.9                                                                    | 80.9                                                                    | 84.8                                                                    | 86.4                                                                    | 76,0                                                                    |
| Nr. de zile cu precipitații (≥ 1.0 mm)                                  | 7.1                                                                     | 6.6                                                                     | 7.9                                                                     | 7.2                                                                     | 9.7                                                                     | 8.9                                                                     | 9.9                                                                     | 8.0                                                                     | 7.9                                                                     | 7.6                                                                     | 7.1                                                                     | 7.4                                                                     | 95,3                                                                    |
| Ore însorite                                                            | 48.8                                                                    | 78.0                                                                    | 129.7                                                                   | 196.1                                                                   | 234.5                                                                   | 245.1                                                                   | 252.5                                                                   | 248.1                                                                   | 170.9                                                                   | 111.6                                                                   | 53.7                                                                    | 39.6                                                                    | 1.808,6                                                                 |
| Sursa nr. 1: NOAA                                                       |                                                                         |                                                                         |                                                                         |                                                                         |                                                                         |                                                                         |                                                                         |                                                                         |                                                                         |                                                                         |                                                                         |                                                                         |                                                                         |
| Sursa nr. 2: Czech Hydrometeorological Institute (extremes)             |                                                                         |                                                                         |                                                                         |                                                                         |                                                                         |                                                                         |                                                                         |                                                                         |                                                                         |                                                                         |                                                                         |                                                                         |                                                                         |

## Istorie

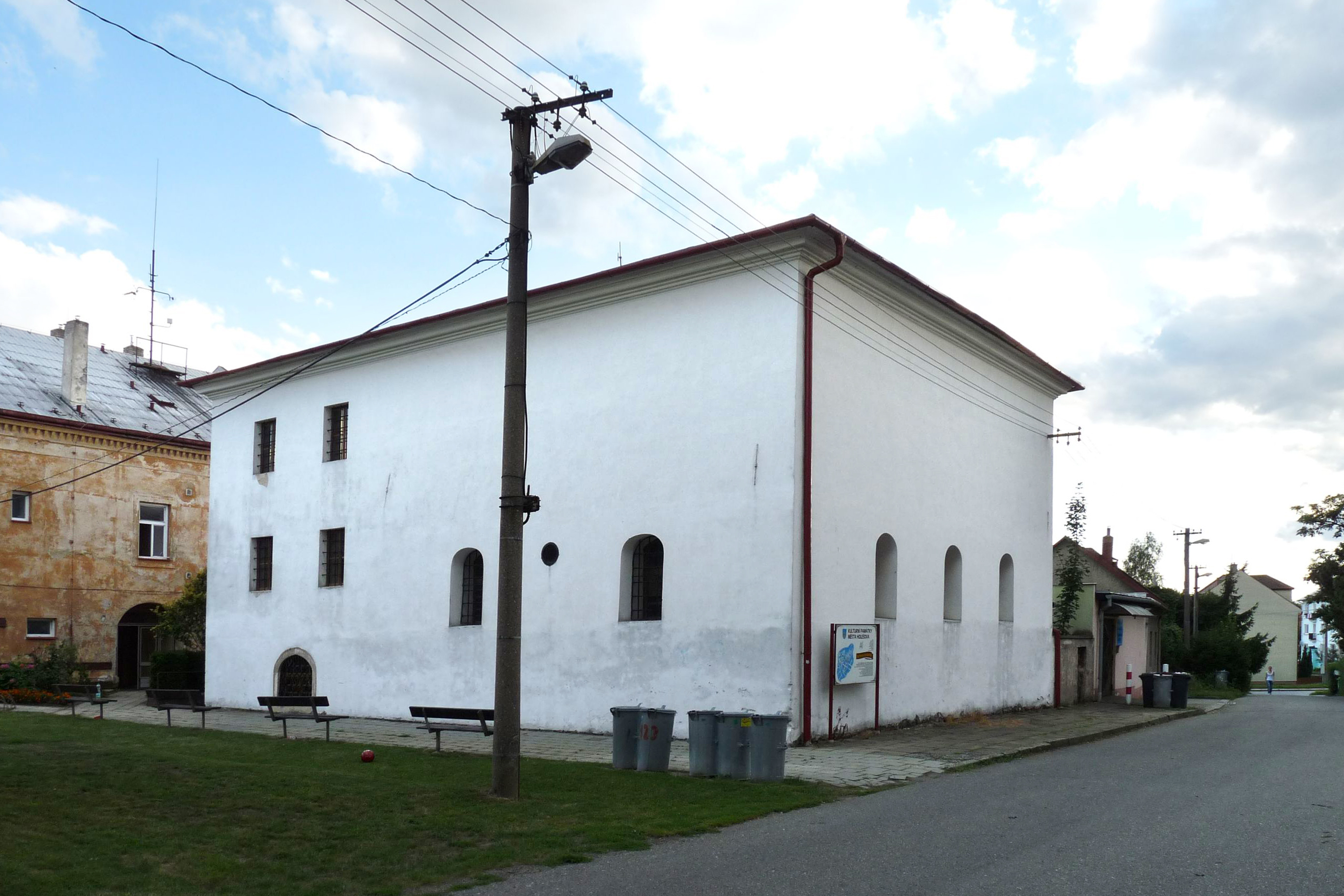
Vechea Sinagogă

Prima mențiune scrisă despre Holešov datează din anul 1141, într-un act al episcopului Jindřich Zdík⁠(d), când așezarea era un Fief⁠(d) al episcopilor de Olomouc. Între 1300 și 1322, satul târg a devenit oraș.
În a doua jumătate a secolului al XIV-lea, Holešov a fost cumpărat de către domnii de Sternberg. La sfârșitul secolului al XVI-lea, orașul a fost deținut de Karel Sr. din Zierotin⁠(d) și, mai târziu, de Ladislav al IV-lea Popel de Lobkowicz.
În 1574, cetatea gotică locală a fost reconstruită ca o reședință renascentistă. Holešov a avut de suferit în timpul Războiului de Treizeci de Ani, iar în 1643, castelul și două treimi ale orașului au fost incendiate.
Din 1650 până în 1762, Holešov a fost deținut de familia Rottal⁠(d). În timpul domniei acestora, orașul a fost refăcut și a fost construit un castel mare cu o grădină în stil baroc în stil francez și Biserica Adormirea Maicii Domnului.
Ultimii proprietari ai orașului Holešov au fost cei din familia Vrbna.
După 1848, Holešov a devenit centrul administrativ al districtului cu același nume și centrul economic al regiunii. Orașul a început să se industrializeze și principalele industrii au fost industria lemnului, a mobilierului, a tricotajelor și alimentară. În 1960, districtul Holešov a fost desființat.

### Prezență evreiască
Prima mențiune despre o prezență evreiască în oraș datează din 1391. Comunitatea evreiască a început să se formeze aici după 1454, când evreii au fost expulzați din orașele regale.
În secolul al XVII-lea, rabinul Shach⁠(d) a servit ca rabin în Holešov până la moartea sa.
Din 1849 până în 1918, comunitatea evreiască a avut propria administrație separată de oraș. În acele vremuri, comunitatea a participat la industrializarea orașului și a dat antreprenori de succes. Evreii aproape au dispărut din Holešov în timpul celui de-al Doilea Război Mondial, ca urmare a Holocaustului.
Vechea Sinagogă (sau sinagoga Šach) a fost construită după ce sinagoga locală din lemn a fost distrusă de un incendiu în 1560. Noua Sinagogă a fost construită în 1893 și distrusă de naziști în 1941.

## Economie
Aeroportul public de importanță regională din partea de sud a orașului Holešov a fost transformat ca Zona Industrială Strategică, care este una dintre cele mai mari zone industriale din țară.

## Transporturi
Secțiunea scurtă finalizată a autostrăzii D49 leagă Holešov de Hulín, unde se află intersecția autostrăzilor D1 și D55.
Holešov se află pe linia de cale ferată Rožnov pod Radhoštěm⁠(d) – Kojetín.

## Obiective turistice

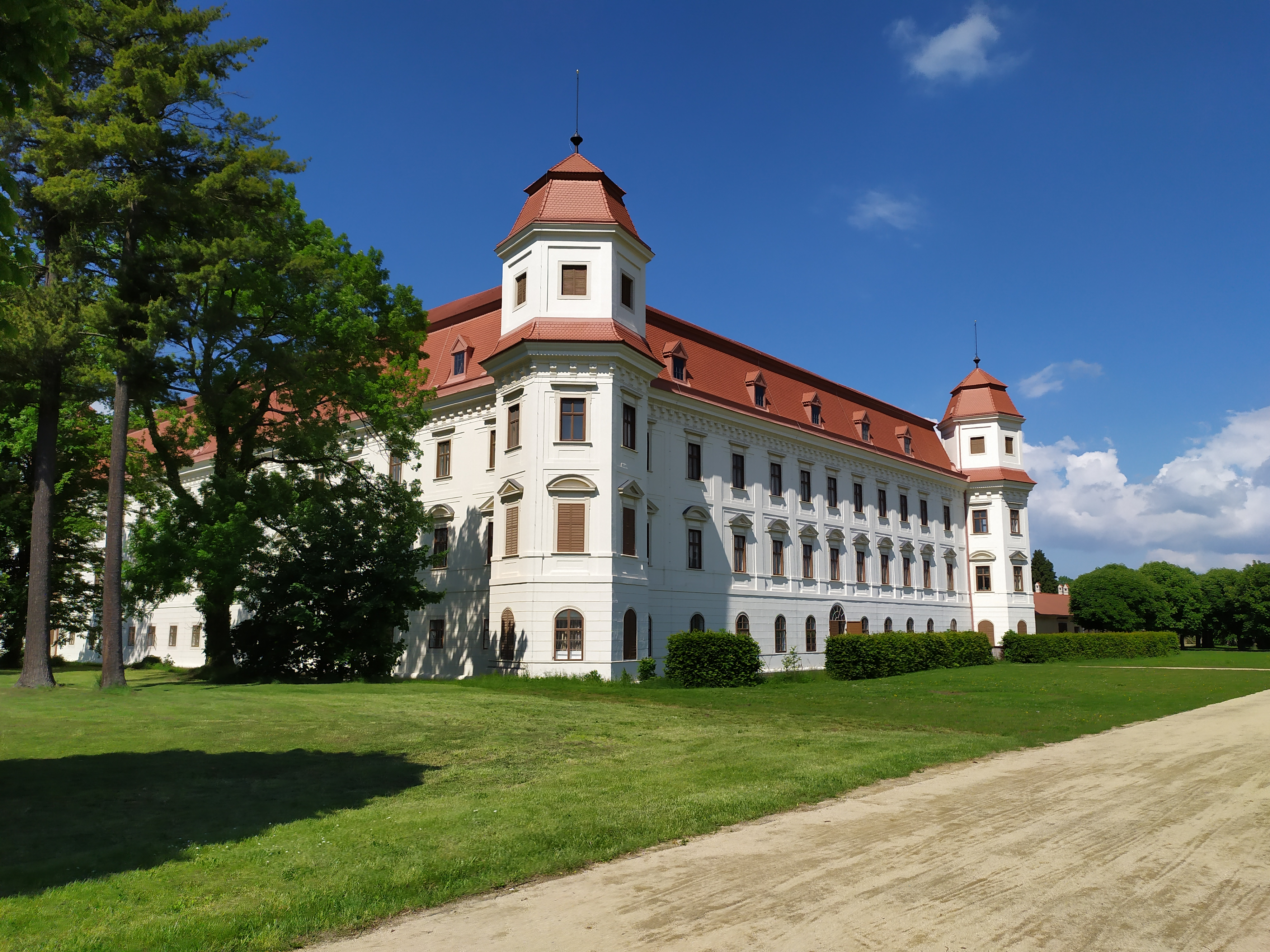
Castelul Holešov

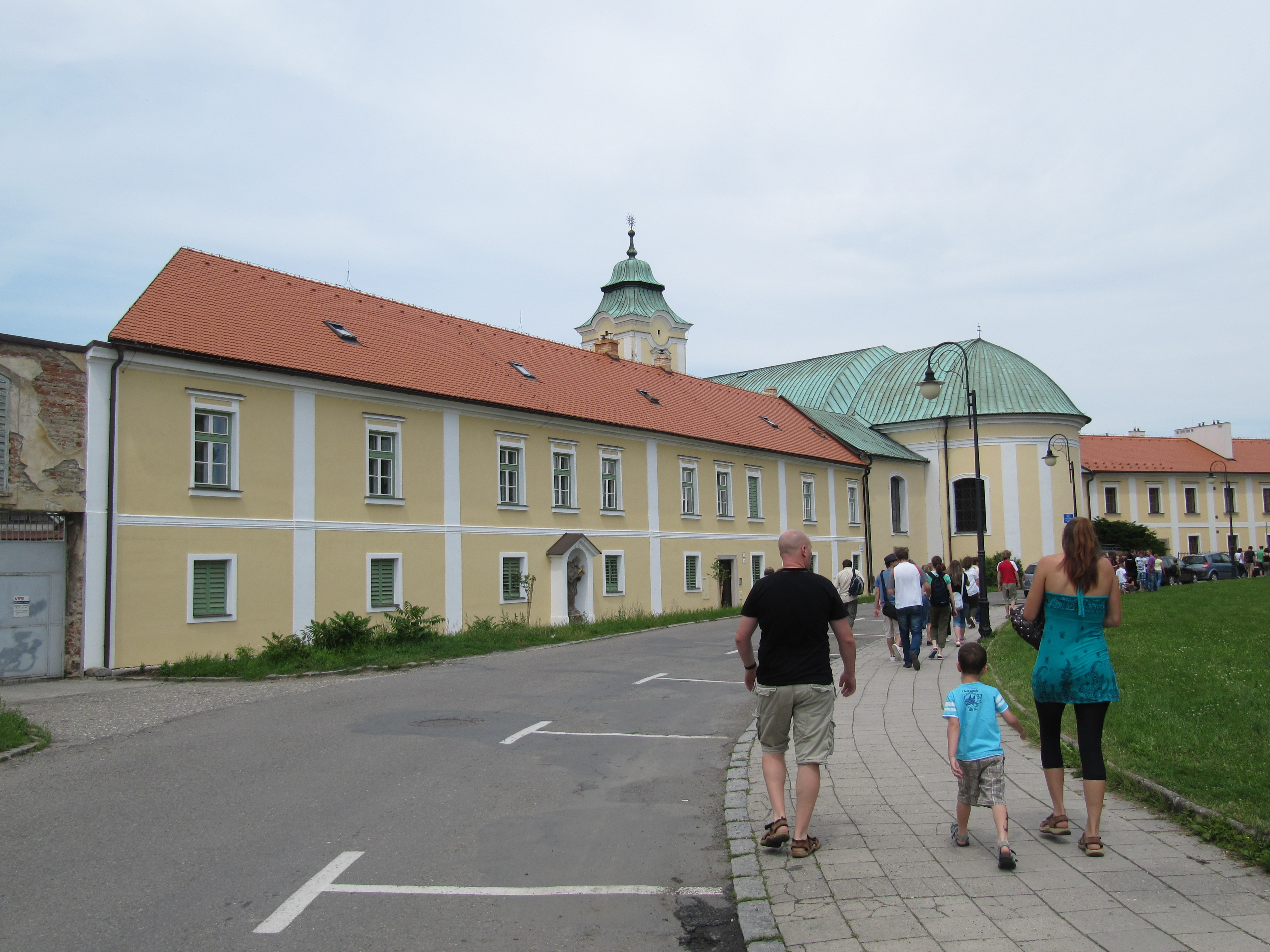
Fosta mănăstire trinitariană

Holešov este cunoscut pentru castelul său mare, cu complexul de grădini în stil francez și cu un parc de jocuri.
Castelul baroc timpuriu a fost construit în 1655–1674. Astăzi, castelul este deschis publicului și găzduiește și muzeul și galeria orașului.
Un obiectiv turistic din piața orașului este Biserica parohială Adormirea Maicii Domnului. Biserica barocă a fost construită în 1708 și sfințită în 1735. În 1748, la biserică a fost adăugată Capela Neagră. Sub capelă se găsește cripta familiilor nobiliare Rottal și Vrbna care au stăpânit orașul.
Mănăstirea trinitariană este un complex valoros de clădiri în stil baroc, construit între anii 1748–1750. Biserica sa Sfânta Ana a fost inițial o parte a complexului existent înainte de construcția castelului.
Vechea Sinagogă este a doua cea mai veche sinagogă din Moravia. Este o sinagogă neobișnuită de tip polonez construită în stil renascentist, care include ornamente din fier și picturi pe tavane și pereți cu motive florale și animale. Vechea Sinagogă, cunoscută și ca Sinagoga „Șah” sau „Šach”, s-a păstrat pentru că din exterior arăta ca o clădire obișnuită. Astăzi conține o expoziție despre viața evreilor din Moravia.
Cimitirul evreiesc conține aproximativ 3.000 de morminte. Cele mai vechi pietre funerare păstrate sunt din anul 1647.

## Persoane notabile
- Ian de Holešov (1366–1436), scriitor, lingvist, muzicolog și etnograf
- Franz Xaver Richter⁠(d) (1709–1789), cântăreț, violonist și compozitor austro-morav
- Josef Drásal⁠(d) (1841–1886), cel mai înalt ceh din toate timpurile (2,4 metri); a trăit și a murit aici[28]
- Mavro Frankfurter⁠(d) (1875–1942), rabin croat
- Oldřich Vyhlídal⁠(d) (1921–1989), poet și traducător

## Orașe înfrățite
Holešov este înfrățit cu:
- Desinić, Croația
- Považská Bystrica, Slovacia
- Pszczyna⁠(d), Polonia
- Skawina⁠(d), Polonia
- Topoľčianky, Slovacia
- Turčianske Teplice, Slovacia

Holešov colaborează și cu Gloggnitz din Austria.